# Julian Machlejd

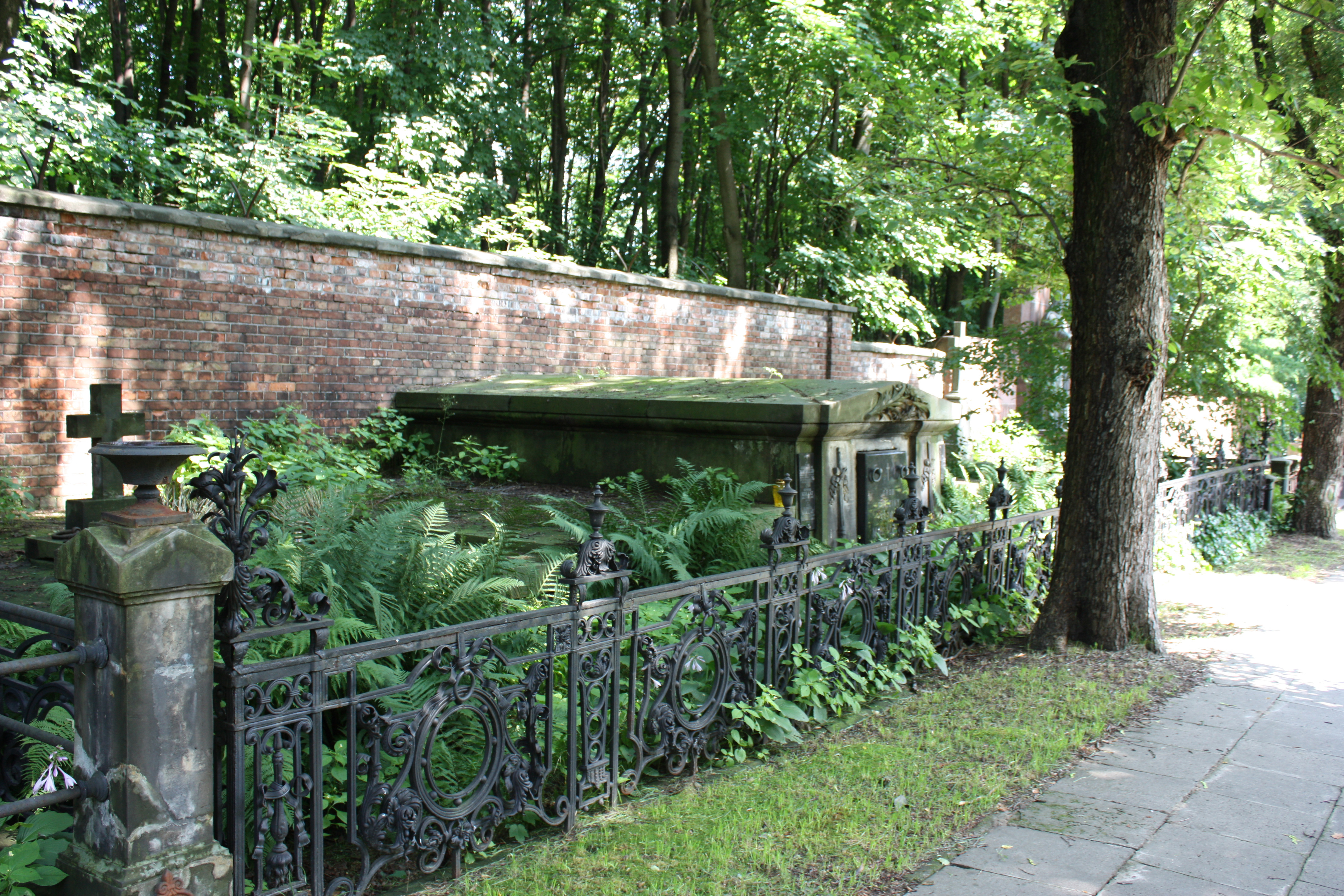
Grobowiec rodziny Machlejdów na cmentarzu ewangelicko-augsburskim w Warszawie

Julian Machlejd, właściwie Juliusz Marcin Edward Machlejd (ur. 22 listopada 1866 w Grochowie, zm. 15 listopada 1936 w Konstancinie) – polski duchowny ewangelicki, przedsiębiorca, pedagog.

## Życiorys
Pochodził z rodziny o korzeniach szkockich, która przybyła do Królestwa Polskiego z Niemiec w pierwszej połowie XIX wieku. Jego przodkowie byli od XVII wieku winiarzami. Dziad Jan i ojciec Karol byli browarnikami.
Nosił imię chrzestne Juliusz, jednak powszechnie znany był jako Julian. W młodości uczęszczał do gimnazjów w Warszawie. Z uwagi na zaangażowanie się w działalność polskich organizacji patriotycznych był jednak z nich karnie usuwany. Egzamin maturalny zdał w Sankt Petersburgu. Po szkole średniej podjął studia teologiczne na Uniwersytecie w Dorpacie, które ukończył z wyróżnieniem. Następnie przez kilka lat studiował w Krakowie, Lipsku, Jenie i Berlinie.
Po powrocie do Królestwa Polskiego został pastorem. Początkowo związany był z parafią luterańską w Nowym Dworze Mazowieckim, gdzie pełnił obowiązki diakona. Później przeniósł się do Warszawy. Jako duchowny ewangelicki okazał się być wybitnym teologiem i kaznodzieją. Napisał podręcznik do historii Kościoła. Swoim krasomówstwem przyciągał tłumy wiernych na odprawiane przez siebie nabożeństwa. W latach 1899–1909 pełnił urząd II pastora parafii Świętej Trójcy w Warszawie. W latach 1921–1936 piastował funkcję wiceprzewodniczącego synodu Kościoła Ewangelicko-Augsburskiego w RP.
Po śmierci ojca w 1906 roku wraz z braćmi Karolem, Arturem i Henrykiem zajął się rodzinnym przedsiębiorstwem i prowadził z powodzeniem działalność gospodarczą w przemyśle piwowarskim. Jako spadkobierca Karola Machlejda brał udział w konsolidacji warszawskich firm browarniczych. Po I wojnie światowej był jednym z głównych udziałowców spółki Zjednoczone Browary Haberbusch i Schiele. Pełnił w niej funkcję wicedyrektora, a w latach 1931–1936 prezesa zarządu. W browarze w Ciechanowie doprowadził do uruchomienia produkcji popularnego bezalkoholowego napoju słodowego, który nazywano Krzepiakiem Machlejda. Był inicjatorem stworzenia nowego znaku graficznego zakładu ciechanowskiego i autorem jego patriotycznie brzmiącego motto W jedności siła.
Zajmował się również uprawą roślin i ogrodnictwem. Dzięki małżeństwu z Krystyną z Urlichów został współwłaścicielem Zakładów Ogrodniczych Ulrichów, którymi od 1913 roku do śmierci współzarządzał wraz z bratem Arturem jako prezes zarządu.
Był działaczem społecznym i pedagogiem. Na początku XX wieku podjął inicjatywę założenia prywatnego Gimnazjum Męskiego im. Mikołaja Reja, które działałoby przy parafii ewangelicko-augsburskiej w Warszawie. W latach 1905–1906 doprowadził do utworzenia tej szkoły, a w latach 1906–1917 był jego pierwszym dyrektorem. W 1905 roku założył ponadto w Warszawie kilka jadłodajni dla ubogich pod nazwą Posiłek.
W latach 1931–1932 finansował badania zespołu Władysława Bernadzikiewicza, Józefa Sachsa i Jana Oderfelda nad polskim silnikiem odrzutowym, które zostały zakończone zbudowaniem udanego prototypu.
Pochowany na cmentarzu ewangelicko-augsburskim w Warszawie. Jest jednym z bohaterów pamiętnika Saga ulrichowsko-machlejdowska, którego autorką była jego żona.